# Daewoo Lublin

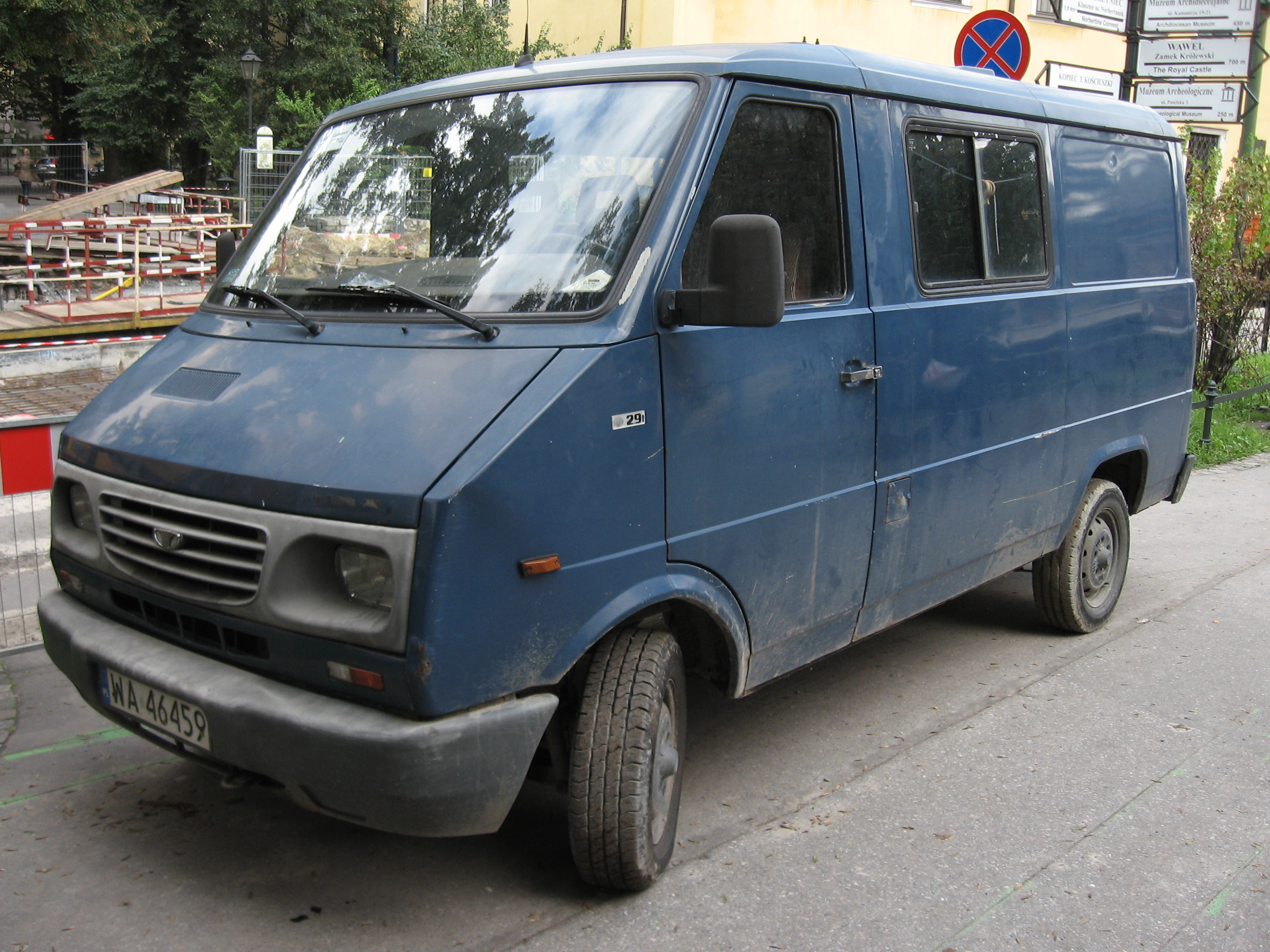
Der Daewoo Lublin II

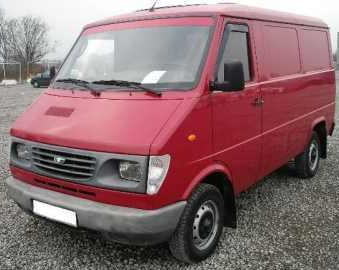
Der Daewoo Lublin III

Der Daewoo Lublin war ein Kleintransporter des südkoreanischen Autoherstellers Daewoo.

Die Fahrzeuge wurden in Lublin/Polen produziert. Die Produktion des Lublin II begann 1995 und endete 2003. 1999 kam der Nachfolger, der Lublin III, auf den Markt, der bis 2004 gebaut wurde. Die Fahrzeuge basieren auf dem FSC Lublin. Das Fahrzeug wurde in den Versionen Kastenwagen, erhöhter Kastenwagen, mit und ohne Seitenfenster produziert, wie auch als Pritschenwagen und Kleinlaster mit kombinierter Heckklappe/Hebebühne. Modifikationen durch Drittunternehmen zu Fahrzeugen für Blaulichtorganisationen wurden ebenfalls durchgeführt.

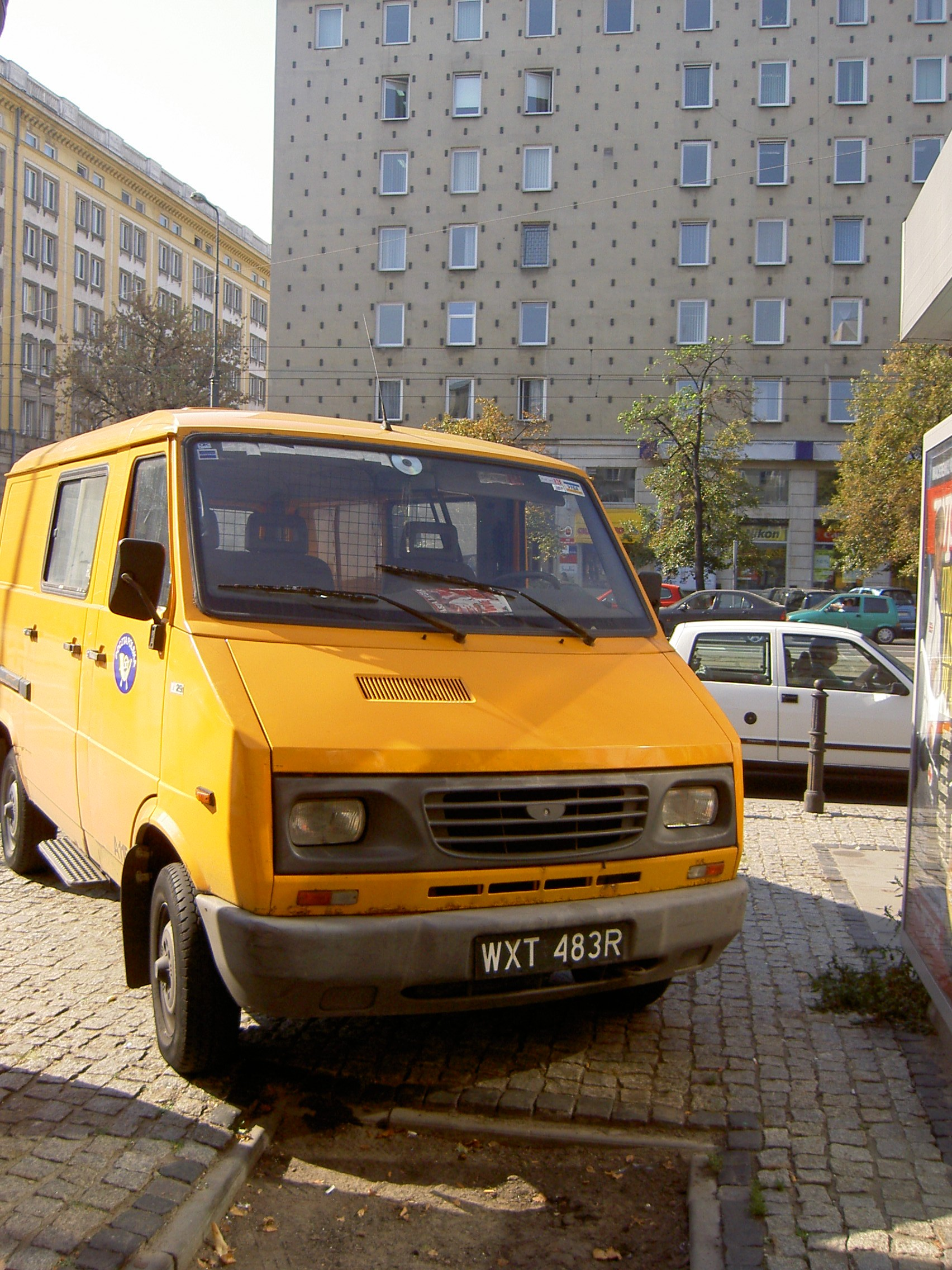
Lublin II
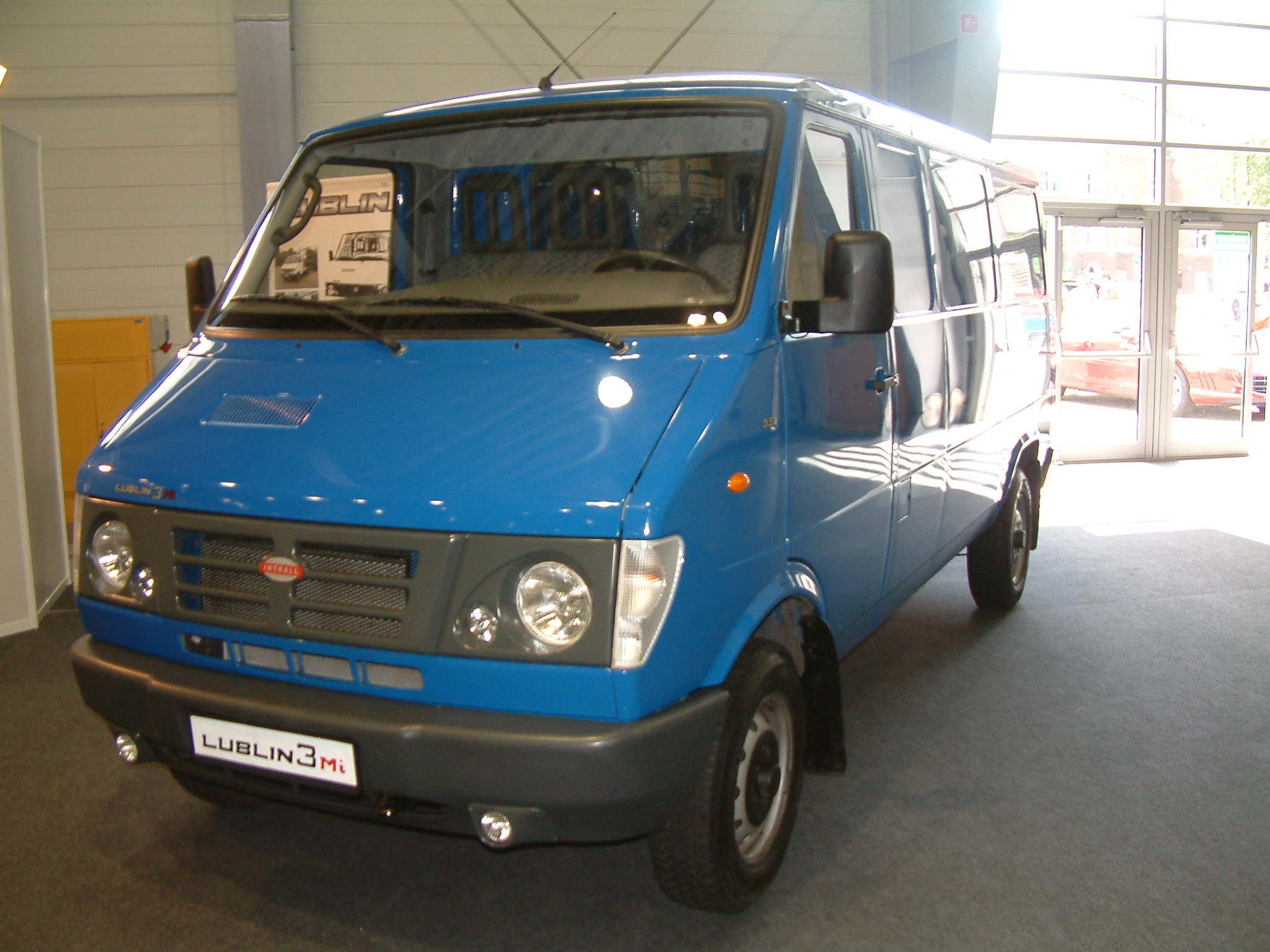
Lublin 3Mi nach der Modernisierung in 2005 an der Poznań Motor Show
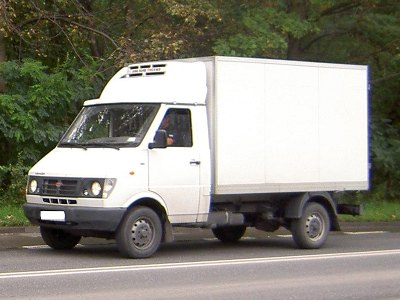
Intrall Lublin 3Mi
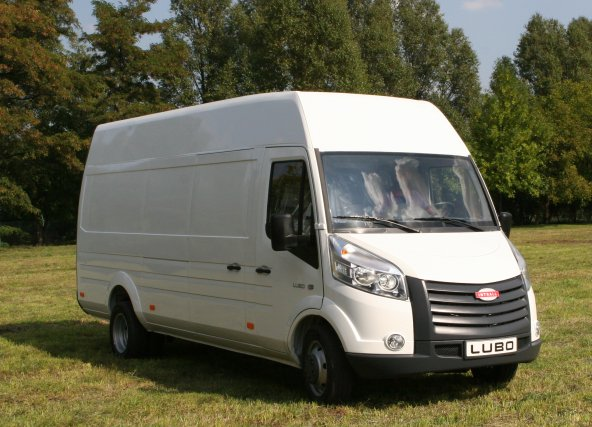
New Intrall Der Lubo ging Ende 2008 in Produktion
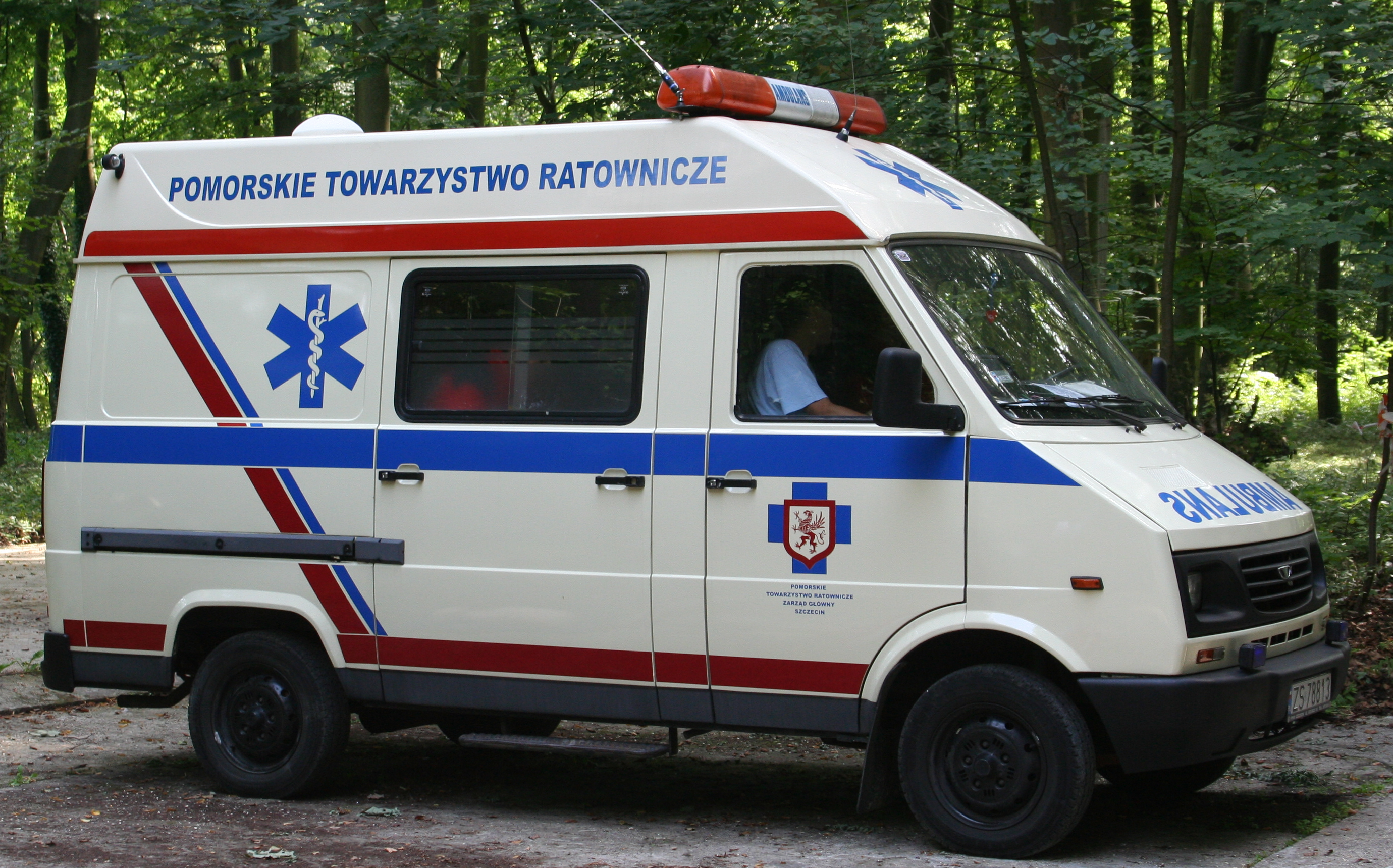
Lublin Ambulanz
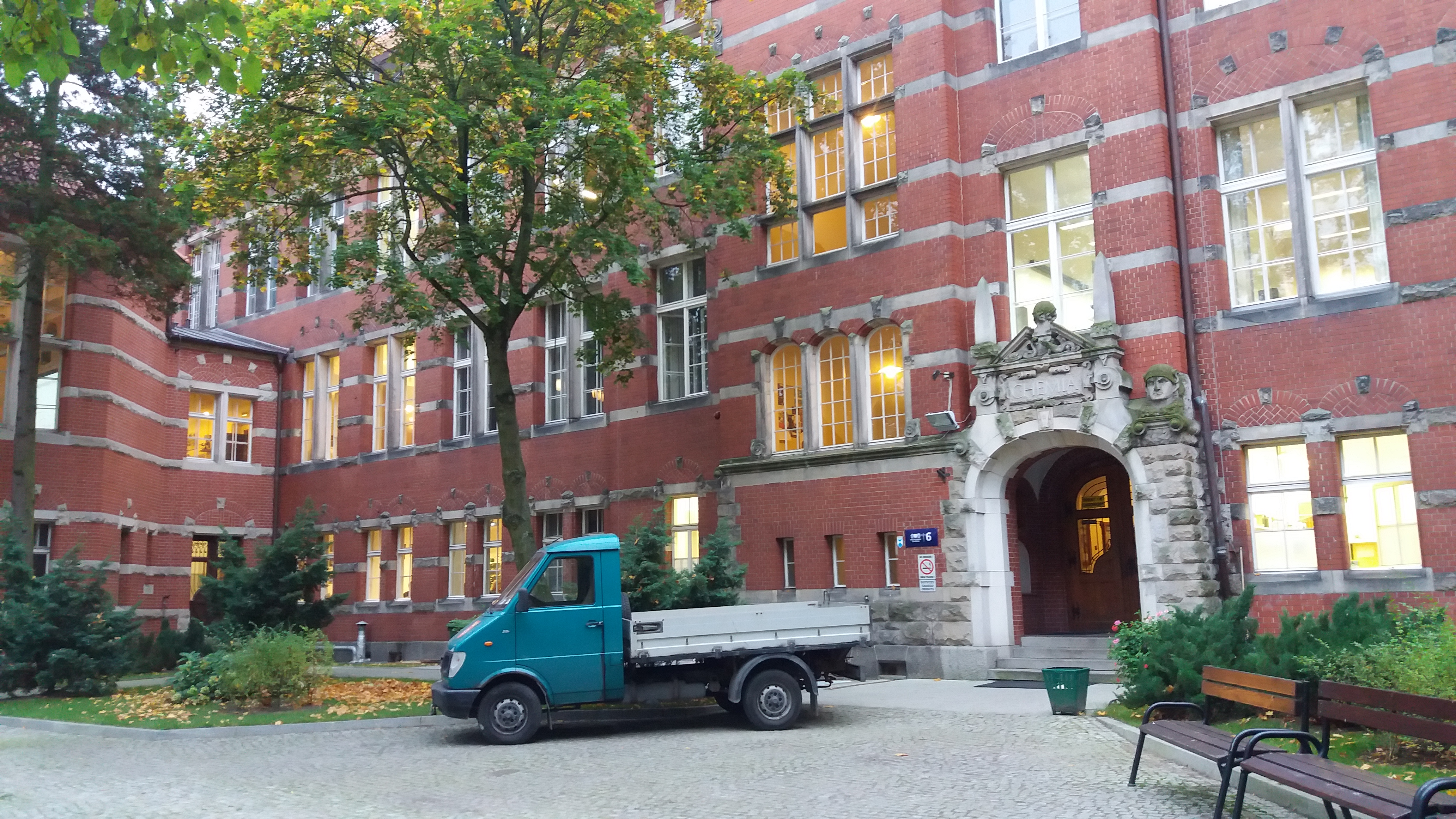
Lublin 3 Flachbettversion